# 레드본
레드본(Redbone)은 1969년 로스앤젤레스에서 팻 베이거스와 롤리 베이거스 형제가 결성한 미국의 록, R&B, 펑크 밴드이다. 상업적으로 큰 성공을 거둔 모든 멤버들은 멕시코계 미국인과 미국 원주민 혈통을 가지고 있었으며, 이는 그들의 노래, 무대 의상, 앨범 아트에 깊이 반영되어 있었다. 
1974년 1월 출시한 싱글 〈Come and Get Your Love〉는 빌보드 핫 100에서 탑5에 올랐으며 이는 미국 원주민 밴드로는 최초의 기록이었다. 이 싱글은 백만 장 이상 판매되어 골드 인증을 받았다. 또한 레드본은 〈The Witch Queen of New Orleans〉, 〈Wovoka〉, 〈Maggie〉 등의 싱글곡으로 미국에서 성공을 거두었지만 이 노래들은 해외에서 더 인기가 있었다.

## 음반 목록
- Redbone (1970)
- Potlatch (1970)
- Message from a Drum (1971)
- Already Here (1972)
- Wovoka (1973)
- Beaded Dreams Through Turquoise Eyes (1974)
- Cycles (1977)
- Peace Pipe (2005)